# Риццарди, Альдо
Альдо Риццарди (итал. Aldo Rizzardi, известен также под псевдонимом Уильям Педерцоли, англ. William Pederzoli; 16 июля 1936, Леньяно — 7 января 1999, Куэрнавака) — итальянско-мексиканский аккордеонист.

## Биография
Окончил Миланскую консерваторию, ученик Луиджи Оресте Анцаги, изучал также фортепиано у Этторе Поццоли. Два года подряд выигрывал национальный конкурс аккордеонистов, в 1953 году стал вторым на чемпионате мира среди аккордеонистов в Копенгагене. В 1956 году покинул Италию и в течение года руководил оркестром лёгкой музыки «I Gondolieri» в Гаване. В 1957 году обосновался в Мексике, где и провёл всю оставшуюся жизнь. Выступал с ведущими мексиканскими оркестрами, исполняя концерты для аккордеона с оркестром (в том числе концерт Николая Чайкина). Записал 20 долгоиграющих пластинок в 1957—1977 годы, преимущественно с латиноамериканской и танцевальной музыкой, избранные записи перевыпущены в 2004 году на CD.
Брат Риццарди, Серджио Риццарди (итал. Sergio Rizzardi; 1940—1992), также аккордеонист и лауреат итальянских национальных конкурсов, с 1961 году присоединился к нему в Мексике.